# Thirty Days (1922)
Thirty Days é um filme de comédia produzido nos Estados Unidos, dirigido por James Cruze e lançado em 1922.